# Hypoxis goetzei
Hypoxis goetzei är en enhjärtbladig växtart som beskrevs av Hermann August Theodor Harms. Hypoxis goetzei ingår i släktet Hypoxis och familjen Hypoxidaceae. Inga underarter finns listade i Catalogue of Life.